# GameLine
GameLine fue un servicio de videojuegos on-demand por vía de acceso telefónico exclusivo para la consola Atari 2600, desarrollado y operado por Control Video Corporation (CVC, ahora AOL). Los suscriptores tenían que instalar un módem propietario, distribuido por CVC y un cartucho de almacenamiento en la videoconsola para acceder al servicio y descargar los juegos a través de la línea telefónica. GameLine tenía una lista exclusiva de juegos, y su modelo de negocio fue pionero y finalmente dio origen a America Online. A pesar de estar 20 años adelantado a su tiempo y pionero en los servicios de streaming, no fue muy popular, debido a su  elevado precio de 60 dólares por el hardware, 15 dólares por la membresía y 1 dólar por juego, que sólo podías conservar durante una semana.
En 1983,  pionero del cable William von Meister luego de intentos fallidos de vender la idea de enviar música por línea telefónica a compañías de cable buscaba formas de utilizar la tecnología de transmisión de datos por módem, que había adquirido, varios Problemas legales hicieron que los proveedores de cable abandonaran el servicio, dejando a Von Meister con una herramienta de distribución y sin contenido.
posteriormente convirtió la tecnología a un módem adaptativo de velocidad variable para descargar videojuegos desde los servidores a los hogares. Esto permitió a los usuarios descargar una cantidad de juegos, en sus almacenamientos de GameLine, por una tarifa mensual. El juego normalmente funciona durante 5 a 10 partidas, después el usuario tuvo que conectarse nuevamente al servicio GameLine y pagar por otra vez la descarga por un dólar.
El "Master Module" incluía una memoria de 8 KB de RAM y un módem de 1.200 Bps,  y físicamente se parece a un cartucho Atari plateado pero más grande. con una conexión RJ45 para conectarlo a la línea telefónica en el costado que se usaba para conectar la Atari 2600 con los servidores CVC. El módem transmite con marcación por pulsos o tonos, lo que permite que la unidad sea versátil en el campo. Los juegos disponibles en el servicio eran de desarrolladores third-party, el más común y polular era Imagic. CVC intentó, obtener acuerdos de licencia de los mayores fabricantes de juegos, como Atari, Activision, Coleco, Mattel y Parker Brothers pero no lo logró.

## Beneficios de la membresía
Cuando un usuario se registraba en el servicio, se le proporcionaba una clave PIN. Este PIN se utilizaba para iniciar la sesión en los servidores CVC y solicitar la descarga de los juegos solicitados. Uno de los beneficios del registro era que los usuarios recibían juegos gratis el día de su cumpleaños.
GameLine brindó a los jugadores competir en concursos con juegos seleccionados, donde podían subir a los servidores su puntaje alto. campeones regionales (y supuestamente nacionales Se entregarían premios. Uno de esos premios regionales fue un cortavientos con el nombre GameLine.
Cada suscriptor de GameLine también recibía una revista llamada GameLiner . GameLiner contenía la información sobre los  nuevos  juegos que se agregan al servicio, preguntas y respuestas, consejos para mejorar en los juegos y una lista de todos los juegos disponibles en GameLine a la fecha de la revista.

## Discontinuación
GameLine fue concebido originalmente ofrecer mucho más que sólo juegos, sino también una variedad de información como noticias (NewsLine), cotizaciones en la bolsa (StockLine),  resultados deportivos (SportLine), correo electrónico (MailLine), banca en línea (BankLine), foros en línea (OpinionLine),anuncios clasificados (InfoLine), horarios de aerolíneas  y  horóscopos. GameLine cesó sus operaciones antes de que se ofreciera cualquiera de estos servicios ampliados, aunque se informó que StockLine y SportsLine estaban cerca de completar su implementación.
Control Video Corporation fue una de las empresas que quebraron a raíz de lacrisis de los videojuegos en 1983 .

## Legado
Aunque GameLine suspendió el servicio, los inversores y miembros fundadores de CVC comenzaron una nueva empresa que continuaría utilizando la infraestructura que habían construido. La empresa, se llamó Quantum Computer Services, fundada por Steve Case, entre otros. Esta empresa ofrecía un servicio llamado Quantum Link que conectaba a los usuarios de Commodore 64 y Commodore 128 ofreciendo los servicios originalmente previstos para GameLine. Quantum Computer Services tiempo después se convirtió en America Online en octubre de 1991,  tuvo mucho éxito durante la década de 1990  comprando Time Warner en 2001, pero se  separó unos años más tarde. Aunque técnicamente la empresa todavía existe, no ofrece soporte para GameLine.
un juego llamado Save The Whales fue exclusivo del servicio GameLine nunca fue lanzado en cartucho, se consideró lost media hasta que se encontró un prototipo a principios de 2002.

## Lista de juegos
GameLine ofrece los siguientes juegos:
- Airlock
- Alien
- Atlantis
- Bank Heist
- Bermuda Triangle
- Boing
- Bugs
- Cakewalk
- China Syndrome
- Coconuts
- Commando Raid
- Cosmic Ark
- Cosmic Creeps
- Cosmic Swarm
- Cross Force
- Crypts of Chaos
- Deadly Duck
- Demolition Herby
- Demon Attack
- Dragonfire
- The Earth Dies Screaming
- Eggomania
- Encounter at L-5
- Entombed
- Fantastic Voyage
- Fast Food
- Fire Fighter
- Flash Gordon
- Frankenstein's Monster
- Gangster Alley
- Gopher
- Guardian
- Infiltrate
- Jawbreaker
- King Kong
- Lost Luggage
- M. A. D.
- Marauder
- M*A*S*H
- Megaforce
- Mines of Minos
- Moonsweeper
- Name This Game
- Nexar
- Nightmare
- No Escape
- Picnic
- Piece O' Cake
- Planet Patrol
- Polaris
- Porky's
- Raft Rider
- Ram It
- Revenge of the Beefsteak Tomatoes
- Riddle of the Sphinx
- Room of Doom
- Save the Whales
- Shark Attack
- Shootin' Gallery
- Sneak & Peek
- Solar Storm
- Space Cavern
- Space Jockey
- Spacemaster X-7
- Squeeze Box
- Sssnake
- Stargunner
- Star Voyager
- Tape Worm
- Threshold
- Towering Inferno
- Trick Shot
- Turmoil
- Warplock
- Word Zapper
- Worm War I

- PlayCable de Intellivision
- Canal Sega de Sega Genesis
- Satellaview de Super Famicom y cartuchos Nintendo Power
- XBAND, una red y servicio de juegos en línea de terceros para Super NES y Sega Genesis creado y administrado por Catapult
- Módem Famicom de Nintendo Entertainment System
- Teleplay Modem, un módem de terceros creado para NES, Super NES y Sega Genesis